# Burmese Days
Burmese Days (Brasil: Dias na Birmânia / Portugal: Dias da Birmânia) é um romance de George Orwell publicado em 1934. Este romance demonstra a verdadeira face do Império Britânico na Índia e consequentemente  no mundo.